# Сава Пустиња
Сава Пустиња (Банатско Карађорђево, 14. јун 1936 — Београд, 19. април 2023) био је српски ваздухопловни инжењер, генерал-пуковник Војске Србије у пензији и википедиста.
Готово цио радни вијек провео је у Ваздухопловнотехничком институту у Жаркову, гдје је био у саставу пројектантских тимова и вођа пројекта најзначајнијих наших авиона друге половине 20. вијека. На крају радног вијека отишао је у пензију са мјеста помоћника министра одбране за војнопривредну дјелатност. Као пензионер, живио је у Београду, те писао и објављивао радове на тема из ваздухопловства и ваздухопловних технологија.

## Биографија
Пустиња је рођен у Банатском Карађорђеву (општина Житиште) 14. јуна 1936. године, од оца Петра и мајке Саве (дјевојачко Бунчић), као једанаесто дијете. Отац му је био добровољац, у Првом свјетском рату на Солунском фронту.
Основну школу је завршио у мјесту рођења, 1950. године. Средњу техничку машинску школу „Петар Драпшин“ у Београду, завршио је 1954. године, а затим уписује Ваздухопловнотехничку академију у Жаркову. Заједно са академијом пресељен је у Рајловац у трећој години и тамо је унапређен у потпоручника 1. септембра 1957. године. Уз рад је завршио Машински факултет у Београду, ваздухопловни смјер 1968. године, а магистарске студије, у првој генерацији 1972. године и Високу војну школу оператике 1988. године (друга класа).
После завршене Академије, Пустиња је распоређен на службу у Ваздухопловнотехнички институт (ВТИ), гдје остаје све до 1992. године. Почео је као сарадник у сектору аеродинамика, а последњих седам година био је директор Института.
Прву деценију рада у ВТИ-у Сава је провео у Експерименталној аеродинамици. Почео је рад у аеротунелима Т-32 и Т-33, а касније и у Т-35. У току тога десетогодишњег рада усавршио је више методологија мјерења и експерименталног аеродиначког истраживања. Најзначајнији му је допринос што је први почео да развија уређаје и да уводи методе мјерења дериватива стабилности у аеротунелима. Неки од тих уређаја су још увек у оперативној употреби.
У томе периоду је испитивао моделе авиона, пројектила и других објеката у аеротунелима. То су авиони „Јастреб”, „Пеликан” (лаки транспортни авион, није реализован), „Крагуј”, „Ласта” (авион за везу, није реализован). Од пројектила је најпознатија „Маљутка”.
Крајем 1968. године прешао је у одјелење за аеродинамичке конструкције. Ту је радио у свим областима аеродинамичког пројектовања (прорачуна аеродинамичких параметара, перформанси, а посебно се фокусирао на област стабилности и управљивости). То је био период интензивнијег увођења рачунарске технологије у процес рада Института, те је уводио нове методе уз примену рачунарске технике, посебно у анализу и синтезу стабилности и управљивости авиона. То је посебно допринело рјешењу серијског авиона „Орао„ и Г-4 супер галеб прототипова 1 и 2, где је разграничена надградња квалитета другог прототипа, који је на крају изабран и за серијски стандард. Такође је радио на гами лаких авиона, у оквиру југословенско-пољске сарадње. У оквиру те сарадње је пројектовао стабилност и управљивост основне варијанте авиона М-10. Касније је овај пројекат технолошки разрађен, развијен прототип и извршена индустријализација његове серијске производње, у фабрици авиона Утва, у познати авион Утва-75.
У томе оделењу је провео око једну деценију, с тим што је у другој њеној половини био и његов начелник. То је био период интензивног рада на пројекту авиона Орао и сарадње са Румунима, а и период развоја авиона Г-4 Супер галеба. Почетком наредне деценије Сава је постављен на дужност начелника комплетног сектора Аеродинамике. Због кадровских околности, ускоро је био задужен и да паралелно води програм „Нови авион”, на нивоу цјелог Института. У току 1982. године, постављен је за помоћника директора института, као програмовођа за Нови авион.
Крајем 1985. године Пустиња је постављен за директора института (ВТИ), с тим да и даље води програм „Нови авион”. Тако је остало све до 1992. године, када је Институт укинут. У томе периоду је значајно развијена инфраструктура Института, изграђене су многе лабораторије (пуштен је у рад трисонични тунел), уведена је информатика на свим креативним радним местима, и интегрисана у јединствен систем. Институт је кадровски ојачан на 1.000 формацијских мијеста. Урађен је Програм реализације за „Нови авион“, реализована је уговорена сарадња са фирмама Марсел Дасо и Бритиш аероспејс. Одбрањен је Програм реализације на свим нивоима одлучивања. Очекивала се одлука за наставак програма развоја. До те одлуке није дошло због распада СФРЈ.
У току 36 година рада у Институту, Пустиња је био члан готово свих тимова који су радили на кључним пројектима ВТИ-а. Као Директор института, годинама је био члан комисија за међуармијску сарадњу са Француском и Великом Британијом. Последњих неколико година је био и копредседник Француско-југословенске комисије.
По укидању Института 1992. године, премјештен је у Генералштаб ВЈ, на положај начелника Ваздухопловно-техничке управе. Ту дужност је обављао до љета 1994. године, када је постављен за помоћника министра одбране за војнопривредну дјелатност. На свој захтев одлази у пензију 1. фебруара 1996. године.
У чин генерал-мајора унапређен је 22. децембра 1988. године, а као помоћник министра одбране за војнопривредну дјелатност унапређен је у чин генерал-потпуковника.
За ревносну војну службу одликован је са 11 војних одликовања.

## Лични живот
Имао је супругу Садету, ћерку Татјану и сина Игора.
Преминуо је у Београду, 19. априла 2023. године, а његови посмртни остаци су сахрањени два дана касније на Земунском гробљу, у Београду.

## Википедија
У посљедњим годинама Пустиња је био активан уредник википедије на српском језику, под псеудонимом Sahara. Дао је значајан допринос пројекту, нарочито писањем и сређивањем чланака у области ваздухопловства.
Свој први допринос дао је 6. маја 2008, а посљедњу измјену направио је 8. новембра 2019. године. Написао је на стотине чланака, од чега су њих на десетине оцјењени као сјајни или добри.
У његову част направљена је Сахарина споменица.

## Дела
- С.Пустиња, Студија дериватива попречно-смерне стабилности, Саопштење ВТИ-а, 1968.
- С.Пустиња, Мерење ефикасности крилаца авиона у аеротунелу, Војнотехнички гласник, 1970.
- С.Пустиња, Алгоритамско управљање беспилотним летелицама, Конгрес механике, Башко поље, 1972.
- С.Пустиња, Нови прилази у управљању и пројектовању борбених авиона, Гласник РВ и ПВО, бр.5/1978.
- С.Пустиња, Правци и перспективе развоја борбене авијације у свету у блиској будућности, Гласник РВ и ПВО, бр.1/1989.
- С.Пустиња, ВАЗДУХОПЛОВСТВО, ГАЛАКСИЈА, Мај 1990.
- С.Пустиња, Достигнућа Ваздухопловнотехничког института у току 45 рада и развоја, Гласник РВ и ПВО, бр.4/1991.
- С.Пустиња, Потенцијали ваздухопловне индустрије СРЈ, Аеромагазин бр.24, Аеромагазин д.о.о., Београд, 2001., ISSN 1450-6068.
- С.Пустиња, Дефиниција програма „Новог авиона“, Аеромагазин бр.29, Аеромагазин д.о.о., Београд, 2001., ISSN 1450-6068.
- С.Пустиња, MQ-1 Предатор, Аеромагазин бр.87, Аеромагазин д.о.о., Београд, 2012., ISSN 1450-6068.
- С.Пустиња, Генерације ловачких авиона са млазним моторима, Аеромагазин бр.88, Аеромагазин д.о.о., Београд, 2012., ISSN 1450-6068.
- С.Пустиња, Јурофајтер тајфун, Аеромагазин бр. 90. Аеромагазин д.о. о., Београд, 2012., ISSN 1450-6068.